# Olivier Richard
 (avril 2015).
Si vous disposez d'ouvrages ou d'articles de référence ou si vous connaissez des sites web de qualité traitant du thème abordé ici, merci de compléter l'article en donnant les références utiles à sa vérifiabilité et en les liant à la section « Notes et références ».
Pour les articles homonymes, voir Olivier Richard (homonymie).
Olivier Richard est un acteur français, né le 19 janvier 1950 à Paris, dans le 8e arrondissement, et mort le 17 mars 2015 à Longjumeau (Essonne)[réf. nécessaire]. Il fut acteur de 1954 à 1963.
Il est essentiellement connu pour son rôle dans la série télévisée Le Tour de France par deux enfants, où il joue le rôle de Julien.

## Filmographie
- 1955 : Marie-Antoinette reine de France de Jean Delannoy
- 1957 : Jusqu'au dernier de Pierre Billon
- 1957 : Le Tour de France par deux enfants de William Magnin
- 1959 : La caméra explore le temps : La citoyenne Villirouët de Guy Lessertisseur
- 1960 : Vacances en enfer de Jean Kerchbron
- 1962 : Le Fantôme de Canterville de Marcel Cravenne

## Théâtre
- 1992 : Nina d'André Roussin, mise en scène Bernard Murat,   Théâtre de la Gaîté-Montparnasse